# Іван Дуб'яга
Іва́н Богда́нович Дуб'я́га (*бл. 1630, Мстиславський повіт — †після 1710, Архангельськ) — військовик Гетьманщини та Великого князівства Литовського. Гадяцький (1668), миргородський (1672), торговицький (1674) полковник.

## Життєпис
Походив з роду литовських (білоруських) бояр Мстиславського повіту. Поминальники роду збереглися у Межигірському та Михайлівському монастирях Києва.
1651 року вступив на військову службу до панцерної хоругви литовського надвірного хорунжого Жиґимонта-Адама Слушки. Обороняв Мстиславщину від загонів наказного чернігівського полковника Івана Шоха. Того ж року взяв участь у битві під Білою Церквою проти війська Богдана Хмельницького. У 1654-1655 роках бився проти московитів і військ наказного гетьмана Івана Золотаренка. Учасник боїв за Вільну. 1656 року зазнав поранення у битвах зі шведами та бранденбуржцями під Варшавою та на правому березі Вісли.
1659 року перейшов на бік Війська Запорозького, приєднавшись до найманого полку Юрія Виговського. Разом з ніжинським полковником Григорієм Гуляницьким обороняв Конотоп від московитів. Учасник Конотопської битви. Під час антивиговського повстання у вересні 1659 перебував у Чернігові, дивом уникнув розправи. 1660 року воював у складі військ київського воєводи Івана Виговського під час Чуднівської кампанії. 25 квітня 1662 року отримав повну нобілітацію від короля Яна ІІ Казимира. 30 квітня отримав герб, 12 травня — королівський універсал на володіння селом Jelmiowka (?) у Київському воєводстві.
Після страти Виговського перейшов на Слобідщину, козакував у Харківському полку. Брав участь у військових кампаніях під керівництвом Івана Сірка. У березні 1668 року — активний учасник антимосковського повстання на Слобожанщині. Після переходу Сірка на Гетьманщину проголосив себе харківським полковником.
Влітку 1668 року поступив на службу до гетьмана «обох сторін Дніпра» Петра Дорошенка, отримав від нього уряд гадяцького полковника замість близького до Брюховецького Семена Остренка. «На ранг» дістав містечко Рашівку, місто Комишню, села Грим'ячку, Остапівку, Березову Луку. У лютому-листопаді 1669 року був наказним чигиринським полковником, увійшов до кола наближених до Дорошенка осіб. Воював проти П. Суховія та М. Ханенка. Виконував дипломатичні доручення гетьмана.
1672 року перейшов до лівобережного гетьмана Івана Самойловича. У червні підписав Конотопські статті як миргородський полковник. Після проголошення Самойловича гетьманом «обох сторін Дніпра» у 1674 році призначений очолювати Торговицький полк. У 1674-1676  роках — полковник кінного охотницького полку. Вів бойові дії на Правобережжі проти козаків Дорошенка.
За гетьманування Івана Мазепи — значний військовий товариш. 1710 року засланий до Архангельська за підозрою у зв'язках з Мазепою та його оточенням.

## Нащадки
- Син Олександр (? — після 1709) — канцелярист ГВК, особистий секретар гетьмана Івана Мазепи. У жовтні 1708 року зв'язковий між гарнізоном обложеного Батурина та гетьманом. Захоплений у полон драгунами Меншикова, засланий до Архангельська;
- Син Юхим — значковий товариш Гадяцького полку (1726). Нащадки Юхима у ХІХ столітті були поміщиками Зіньківського повіту, володіли родовим маєтком Шенгаріївкою з хуторами та пасіками.